# Orsingen-Nenzingen
Orsingen-Nenzingen là một thị xã nằm ở huyện Konstanz, thuộc bang Baden-Württemberg, Đức.